# عدد أرخميدس
عدد أرخميدس (بالإنجليزي: Archimedes number) هو عدد يستخدم لقياس حركية الموائع ذات كثافات مختلفة.
{\displaystyle {\rm {Ar}}={\frac {gL^{3}\rho _{\ell }(\rho -\rho _{\ell })}{\mu ^{2}}}}
عندما:
- g = تسارع الجاذبية (9.81 m/s²),
- ρl = كثافة المائع, {\displaystyle kg/m^{3}}
- ρ = الكثافة, {\displaystyle kg/m^{3}}
- μ =معامل اللزوجة, {\displaystyle kg/ms}
- L = طول الجسم, m